# 벤트: 마약의 도시
《벤트: 마약의 도시》(영어: Bent)는 미국에서 제작된 로버트 머레스코 감독의 2018년 범죄 스릴러 영화이다. 칼 어번, 소피아 베르가라, 앤디 가르시아 등이 출연하였다.
2018년 3월 9일 미국에서 개봉했다.

## 줄거리
마약 단속반 형사 대니는 출소 후 자신에게 누명을 씌우고 파트너를 살해한 자를 상대로 복수를 준비한다.

## 출연
- 칼 어번 - 대니 갤러거 역
- 소피아 베르가라 - 리베카, 정부 요원 역
- 앤디 가르시아 - 지미 머사, 평생 부패 척결을 위해 힘쓰다가 은퇴한 경찰, 대니의 멘토 역
- 빈센트 스파노 - 찰리 역
- 토니아 코널리시 - 헬렌 역
- 존 핀 - 드리스컬 역
- 패트릭 브레넌 - 케이시 역
- 트레이 바이어스 - 척 역

## 기타 제작진
- 총괄 제작: 배리 브루커, 데이비드 기요드, 스탠 워틀리브